# Primark
Primark er en irsk tøjforretning med butikker i Belgien, Holland, Irland (med 38 under navnet Penneys), Portugal, Spanien, Storbritannien, Tyskland og Østrig. Hovedkontoret ligger i Dublin og Primark er et datterselskab af det britiske fødevareselskab ABF. Den første butik åbnede i juni 1969 i Mary Street i Dublin, og denne blev hurtigt fulgt op af fire butikker mere. Efter yderligere ekspansion gik virksomheden også ind på markedet i Storbritannien, hvor den første butik blev åbnet i 1971 i Belfast.
Primark sælger lavpris-varer og firmaets primære konkurrenter er andre lavpristøjforhandlere som f.eks. supermarkeder.

## Produkter og produktion
Alle Primarks produkter bliver fremstillet specifikt til firmaet og Primark har således sine egne brands. Inden for både herre- og damebeklædning er der et hovedbrand, der står for det meste af mærkerne, og derudover er der mindre leverandører.
Klædefabrikken i Bangladesh, der kollapsede i 2013 leverede bl.a. tøj til Primark.

## Historie
Primark udvidede antallet af butikker i Storbritannien kraftigt i midten af 2000'erne.
I maj 2006 blev den første butik udenfor Storbritannien og Irland åbnet i Madrid, Spanien. I december 2008 åbnede den første butik i Holland, hvilket blev efterfulgt af de første butikker i Portugal, Tyskland og Belgien i 2009. Den første butik i Østrig åbnede 27 september i 2012 i Innsbruck og blev efterfulgt af endnu en butik i Wien, som åbnede i oktober 2012.
I en årrække lå den største Primarkbutik i Manchester, England med et butiksareal på 14.400 m2 fordelt på tre etager. Den nuværende største butik åbnede i Birmingham d. 11. april 2019, og ligger i det tidligere Pavilions Shopping Centre med et areal på 15.000 m2, fordelt på fem etager med skønhedssalon, café med Disney-tema, en barber og den største Greggs fast-food i verden der åbnede i februar 2022.
Den 13. juni 2019 åbnede Primark en butik i Ljubljana, hvilket var den første butik i Slovenien.
Den 15. december 2022 åbnede Primark sin første butik i Rumænien hovedstad Bucharest.

## Butikker
| Land       | Antal butikker 2023 |
| ---------- | ------------------- |
| England    | 154                 |
| Spanien    | 58                  |
| Irland     | 37                  |
| Tyskland   | 32                  |
| Frankrig   | 24                  |
| Holland    | 20                  |
| Skotland   | 20                  |
| Italien    | 14                  |
| USA        | 21                  |
| Portugal   | 10                  |
| Nordirland | 9                   |
| Belgien    | 8                   |
| Wales      | 8                   |
| Østrig     | 5                   |
| Polen      | 4                   |
| Rumænien   | 2                   |
| Slovenien  | 1                   |
| Tjekkiet   | 2                   |
| Ungarn     | 1                   |
| Slovakiet  | 1                   |
| Total      | 428                 |